# Скибівка
Скибі́вка —  село в Україні, у Скороходівській селищній громаді Полтавського району Полтавської області. Населення становить 326 осіб. До 2015 орган місцевого самоврядування — Скибівська сільська рада.

## Географія
Село Скибівка знаходиться біля витоків річки Свинківка, нижче за течією на відстані 1 км розташоване село Филенкове. Річка в цьому місці пересихає, на ній зроблено кілька загат. Поруч проходить автомобільна дорога Т 1722.

## Історія
12 червня 2020 року, відповідно до розпорядження Кабінету Міністрів України № 721-р «Про визначення адміністративних центрів та затвердження територій територіальних громад Полтавської області», село увійшло до складу Скороходівської селищної громади.
19 липня 2020 року, в результаті адміністративно - територіальної реформи та ліквідації Чутівського району, село увійшло до складу новоутвореного Полтавського району.